# Classe A (catamaran)
Pour les autres classes de navires du même nom, voir Classe A.
Le classe A, ou A-Cat, est une classe catamaran de sport en solitaire reconnue par l'ISAF.

## Historique
Dessiné par Jerry Hubbard, en 1963 en s'inspirant de la classe A-Lion. Il rencontre un fort succès aux États-Unis et au Royaume-Uni où il apparaît en 1964.

## Description
Il s'agit d'un catamaran solitaire. À l'origine sans limitation, il est actuellement doté d'une grand-voile dont la surface maximale est 13,94 m2 pour un déplacement maximal de 75 kg. Il ne peut dépasser 5,49 m de longueur et 2,3 m de largeur.